# Laskovyj maj
I Laskovyj maj (in russo Ласковый май?) sono un gruppo musicale russo, fino al 1991 sovietico, formatosi a Orenburg verso la fine degli anni ottanta dal musicista e compositore Sergej Kuznecov. Prima boy band sovietica in assoluto, il gruppo ebbe un clamoroso successo negli ultimi anni dell'Unione Sovietica. Il loro membro più noto è il cantante Jurij Šatunov.
Scioltosi nei primi anni novanta è riformatisi nel 2009, i Laskovyj maj sono ricordati soprattutto per la canzone Belye rozy.

## Storia del gruppo
I Laskovyj maj si sono formati il 6 dicembre 1986 presso il collegio numero 2 della scuola di Orenburg per iniziativa del direttore del circolo musicale Sergej Kuznecov, il quale decide di formare un gruppo con alcuni dei ragazzi del locale orfanotrofio; tra loro lo studente tredicenne Jurij Šatunov (Kumertau, 6 settembre 1973) e Andrej Razin. Trasferitosi ben presto a Mosca, il gruppo ottiene la possibilità di registrare gratuitamente lo studio discografico Černavskij e di effettuare un tour. Il primo direttore della band è Rašid Dajrabaev.
Inizialmente rivolti ad un pubblico adolescente, in realtà i Laskovij maj sfondarono anche tra un pubblico ben più eterogeneo in quanto ad età, anche in virtù della provenienza dei giovani componenti.
Lo stile musicale del Laskovyj maj si può collocare nel calderone dell'Euro disco e della musica pop; i loro brani sono caratterizzati da tematiche piuttosto malinconiche e da consistenti parti di sintetizzatore (il principale tastierista dei primi anni di attività è stato Igor' Anisimov).
Nel 1989 esce l'album Maskarad, che ha un enorme successo; il disco contiene la celebre Belye rozy, cantata da Šatunov, e altre sette canzoni, tra le quali la stessa Laskovyj maj, altro manifesto del gruppo. Nello stesso anno Kuznecov decide di lasciare il gruppo; Razin decide di offrire il posto al compositore e direttore musicale Vladimir Bojko.
Complici anche le canzoni dalla melodia immediata, il successo è travolgente: tra il 28 dicembre 1989 e il 10 gennaio 1990 i Laskovyj maj - il cui nome significa maggio tenero - tengono ben tredici concerti da tutto-esaurito allo Stadio Olimpico di Mosca. In altre città arrivano a tenere fino a otto concerti al giorno, e quaranta nell'arco di un mese. in tutta l'Unione sovietica - i cui media peraltro osteggiano fortemente il successo del gruppo - nascono diverse band che imitano lo stile e l'immagine dei Laskovyj maj.
Un articolo apparso sul giornale MKRU il 25 ottobre 2008 afferma che, secondo alcune stime, un russo su tre ha assistito almeno una volta ad un concerto dei Laskovyj maj.
I Laskovyj maj si sciolgono nel 1992. Šatunov emigra in Germania e, dopo un periodo di riposo, intraprende una fortunata carriera da solista.
Nel 2009, sull'onda di un nuovo ciclo di popolarità che molto deve alla riscoperta degli anni Ottanta e all'uscita di un film che porta il loro nome, i Laskovyj maj ritornano sulle scene nella nuova formazione a quattro, che comprende lo stesso Andrėj Razin, Sergej Serkov, Andrej Kučerov e Sergej Lenjuk. Sempre nello stesso anno il regista russo Vladimir Vinogradov gira un film biografico intitolato Laskovyj maj, il quale racconta la carriera e i successi del gruppo sovietico. Tra gli attori, Vjčeslav Manučarov (Razin) e Maksim Litovčenko (Kuznecov).

## Formazione

### 1986-1992
Cantanti
- Jurij Šatunov (morto nel 2022)
- Andrej Razin
- Andrej Gurov
- Anton Tokarev
- Viktor Kulikov
- Vlada Moscovskaya
- Oleg Krestovskij
- Konstantin Pakhomov
- Rafael' Isangulov (anche tastierista)
- Jurij Barabaš (morto nel 1996)
- Jurij Gurov (morto nel 2012)

Ruoli chiave
- Sergej Kuznecov - paroliere, compositore, arrangiatore, tastierista
- Vladimir Bojko - direttore musicale, compositore
- Alla Gol'ceva - paroliere
- Rašid Dajrabaev - primo direttore della band
- Arkadij Kudryašov - amministratore
- Anatolij šaev - compositore, arrangiatore
- Natal'ja Grozovskaja - voce del gruppo Belye Rozy, che prende il nome dalla celebre canzone dei Laskovyj maj
- Evgenij Zakulaev - Assistente del direttore dell'orfanotrofio di Orenburg

Musicisti
- Tastiere: Igor' Anisimov, Aleksej Burda, Aleksandr Priko, Evgenij Byčkov, Sergej Kulagin, Arvid Jurgajtis, Mihail Suhomlinov
- basso: Vjčeslav Ponomarёv
- sassofono: Igor' Safiullin
- Batteria e percussioni: Igor' Igoshin, Sergej Lenjuk

Tecnici del suono
- Oleg Andreev
- Aleksandr Egunov
- Vladimir Hozjaenko
- Pavel Tomov

### 2009
- Andrej Razin
- Sergej Serkov
- Andrej Kučerov
- Sergej Lenjuk

## Discografia

### Album in studio
- 1986 – Pervye zapisi
- 1988 – Medlenno uchodit osen'
- 1989 – 8 marta
- 1989 – Sentjabr'skij al'bom
- 1989 – Rozovyj večer
- 1989 – Oktjabr'skij al'bom
- 1989 – Majskij al'bom
- 1989 – Laskovoe leto
- 1989 – Gudbaj, bebi
- 1990 – Ozornaja devčonka
- 1990 – Maška matrëška
- 1990 – Glupye snežinki
- 1990 – Vozvraščajsja
- 1991 – Slučajnaja vstreča

### Album di remix
- 1996 – Iskusstvennoe dychanie: 10 chitov v remiksach

### EP
- 1990 – Maskarad
- 1991 – Zakroj za mnoj dver'

### Raccolte
- 2001 – Zvezdnaja kollekcija
- 2002 – Zvezdnaja serija
- 2003 – Neizdannoe i lučšee
- 2004 – Lučšie iz lučšich
- 2007 – Zolotoj al'bom
- 2016 – Novye pesni
- 2020 – Samye lučšie pesni!
- 2020 – Rozovyj večer
- 2020 – Belye rozy
- 2023 – 13
- 2023 – Perezagruzka

### Singoli
- 1988 – Nu vot i vsë
- 1989 – Belye rozy/Białe róże
- 1989 – Sedaja noč'
- 1989 – Mama
- 1989 – Djadja Miša
- 2018 – Čto ž ty, leto (con Konstantin Pachomov)
- 2020 – Novyj god
- 2020 – Metel' bezumnaja
- 2020 – Mesjac ijul', skazočnyj mir
- 2020 – Belyj sneg
- 2023 – Ty ja i more
- 2023 – Nu čto že ty
- 2023 – Ne zabyvaj
- 2023 – A gorod spit
- 2023 – Leto zakončilos' kak son
- 2023 – Ogni Moskvy
- 2023 – Ja pal'cami kasajus' vašich duš (con Andrej Razin)
- 2024 – Rozovyj večer